# 舌唇清爆发音
舌唇清爆发音是一種存在於某些語言中的輔音。在国际音標中，以 ⟨t̼⟩  或 ⟨p̺⟩ 表示。

## 特點
特點：
- 調音方法是閉塞，也就是說通過阻礙空氣在聲道流動來調音。由於此輔音也是一個口腔輔音，故氣流被完全地阻塞住，而形成一個塞音。
- 調音部位是舌唇，即藉由舌頭碰觸上唇以調音。

- 發聲類型是清音，意味着發音時聲帶並不顫動。
- 本輔音是口腔輔音（口音），表示調音時空氣只從口裡流出。
- 本輔音為中央輔音，調音時氣流在口腔的中央流過舌面，而不從兩側流過。
- 氣流機制是肺部氣流，即由肺與橫膈膜驱动空气。

## 出現於
| 语言     | 语言     | 詞語 | IPA    | 意思 | 備註 |
| -------- | -------- | ---- | ------ | ---- | ---- |
| 坦戈亞語 | 坦戈亞語 |      | [t̼et̼e] | 蝴蝶 |      |